# Skaun
Skaun è un comune norvegese della contea di Trøndelag.